# Tomem Dorsa
I Tomem Dorsa sono una struttura geologica della superficie di Venere.